# Karel-Doorman-Klasse
Die Karel-Doorman-Klasse oder M-Klasse (M für multi purpose) ist eine Klasse von Lenkwaffenfregatten der Königlich Niederländischen Marine. Die acht Schiffe der Klasse wurden in der ersten Hälfte der 1990er-Jahre in Dienst gestellt. Seit 2004 wurden sechs der Schiffe an andere Staaten verkauft.

## Geschichte

### Planung und Bau
Die Schiffe der Karel-Doorman-Klasse wurden ab 1977 als Ersatz für die veralteten, noch aus dem Zweiten Weltkrieg stammenden U-Jagd-Schiffe der Roofdier-Klasse (Raubtier-Klasse) geplant. Die niederländische Marine legte größeren Wert auf Überlebensfähigkeit, daher sollten die Schiffe eine verringerte Radar-, Schall- und Infrarotsignatur erhalten. 1984 wurde dann auch deutlich, dass die Fregatten der Van-Speijk-Klasse einen zeitgemäßen Ersatz benötigten, so dass man sich dazu entschied, die neuen Fregatten sowohl mit Luftabwehr- als auch mit U-Jagd-Fähigkeiten auszustatten. Das erste Schiff der Klasse, die Karel Doorman, wurde am 26. Februar 1985 bei Royal Schelde in Vlissingen auf Kiel gelegt, der Stapellauf fand am 20. April 1988, die Indienststellung am 31. Mai 1991 statt. Die übrigen sieben Schiffe der Klasse folgten bis 1995.
1997 wurden alle Schiffe mit besseren Navigationsradaren vom Typ Scout von Thales Nederlands ausgerüstet.

### Verkauf
Aufgrund ihrer vielfältigen Einsatzmöglichkeiten interessierten sich schon früh auch Marinen anderer Staaten für die Fregatten. Nach langen Verhandlungen wurden 2004 zwei Schiffe an die Marine Chiles verkauft. Sie wurden 2005 in Dienst gestellt. 2005 gingen zwei Fregatten für zusammen 296,6 Millionen US-Dollar an die Marine Belgiens. Die Schiffe sind seit 2007 im Einsatz. Im Mai 2006 zeigte Portugal erstmals Interesse am Kauf zweier Schiffe als Ersatz für die beiden veralteten Schiffe der João-Belo-Klasse. Der Vertrag im Wert von 240 Millionen Euro kam im November desselben Jahres zustande, Anfang 2009 beziehungsweise 2010 wurden die Schiffe an die portugiesische Marine übergeben. Das zweite Schiff traf schließlich am 9. März 2010 erstmals in seinem neuen Heimathafen ein.

## Technik

### Rumpf und Antrieb
Die Fregatten der Karel-Doorman-Klasse sind 122,25 Meter lang, 14,4 Meter breit und haben bei einer maximalen Verdrängung von 3320 Tonnen einen Tiefgang von 6,05 Metern. Der Antrieb, ein CODOG-System, besteht aus zwei Dieselmotoren Stork-Wartsila 12SW280 mit je 4900 PS für Marschfahrten bis 21 Knoten und zwei Gasturbinen Rolls-Royce Spey SM1C mit je 17.000 PS, welche die Schiffe auf ihre Höchstgeschwindigkeit von 30 Knoten beschleunigen. Die Reichweite beträgt 5000 Seemeilen bei 19 Knoten.

### Bewaffnung und Elektronik
Hauptbewaffnung der Schiffe ist ein 16-zelliges Vertical Launching System Mark 49 für RIM-7 Sea Sparrow-Flugabwehrraketen sowie zwei Vierfachstarter für AGM-84-Harpoon-Antischiffsraketen. Gegen See- und Luftziele kann auch das 76-mm-Geschütz von Oto Melara auf dem Vordeck eingesetzt werden. Zur Abwehr anfliegender Lenkflugkörper, Flugzeuge und sich nähernder kleiner Seeziele ist auf den achteren Aufbauten ein Goalkeeper-Nahbereichsverteidigungssystem installiert. Gegen U-Boote kann zum einen der auf dem Achterdeck stationierte Westland-Lynx-Hubschrauber und zum anderen Mk.-46-Torpedos, die aus vier Torpedorohren ausgestoßen werden können, eingesetzt werden.
Die Gefechtsfeldaufklärung erfolgt durch ein LW 08-Weitbereichs-Luftraumaufklärungsradar, ein SMART-S-3D-Seeraumüberwachungs-/Feuerleitradar sowie ein PHS-36-Bugsonar. Die Schiffe verfügen darüber hinaus über ein Schleppsonar Thomson Marconi (heute Thales) Anaconda DSBV 61. Ein Scout-LPI-Navigationsradar unterstützt die Navigation auf See. Die Datenverarbeitung erfolgt durch das VII-System Signaal SEWACO mit Link-11-Datenverbindung und Satellitenkommunikation. Die Feuerleitdaten werden an zwei Signaal-STIR-Feuerleitradare weitergegeben.

### Modernisierungen
Die belgische Marinekomponente ließ zwischen 2008 und 2010 bei der Damen-Werft in Vlissingen zunächst die Louise-Marie und anschließend die Léopold I. im Hinblick auf den zukünftigen Einsatz der NH90-Bordhubschrauber umbauen. Das Flugdeck wurde verstärkt und um 1,4 m verlängert, so dass sich die Fläche von 82,62 m² auf 90,18 m² vergrößerte. Der Hangar wurde ebenfalls um 1,50 m verlängert und die Tore um 80 cm erhöht. Ein Bediensystem von Rexroth wurde auch noch eingerüstet.
Die niederländische Marine hat zwischen September 2010 und Anfang 2014 in Den Helder die vier noch verbliebenen Einheiten der beiden Benelux-Staaten weiter modernisiert. Diese Modernisierung umfasste sowohl Hard- als auch Softwareänderungen. Die Schiffe erhalten eine neue Mastkonfiguration mit einem Oberflächensuch- und Überwachungsradar Thales Seastar (X-Band), ein Luft- und Oberflächensuchradar Smart-S F-Mk 1 3D (F-Band) und einem STIR-Feuerleitradar (I-/J-/K-Band). Hinzu kommt die Einrüstung eines elektrooptisch/infrarot (EO/IR) wirkenden 360°-Gatekeeper-Oberflächensuch- und Überwachungssystems.
Im Rahmen dieses Programms erhielten auch die beiden niederländischen Fregatten die notwendigen Modifikationen für den NH-90-Betrieb. Sie sollten noch einige weitere Modernisierungen erhalten, unter anderem war ein neues niederfrequentes Aktiv- und Passivsonar vorgesehen.

## Einheiten
Niederlande
Alle Schiffe wurden bei Royal Schelde in Vlissingen gebaut und erhielten in niederländischen Diensten die Namen von Marineoffizieren. Die letzten beiden Fregatten sind in Den Helder beheimatet.
| Kennung | Name                  | Kiellegung       | Stapellauf        | Indienststellung  | Außerdienststellung | Verbleib                                        |
| ------- | --------------------- | ---------------- | ----------------- | ----------------- | ------------------- | ----------------------------------------------- |
| F827    | Karel Doorman         | 26. Februar 1985 | 20. April 1988    | 31. Mai 1991      | 2006                | als Léopold I. (F930) an Belgien                |
| F829    | Willem van der Zaan   | 6. November 1985 | 21. Januar 1989   | 28. November 1991 | 25. August 2006     | als Louise-Marie (F931) an Belgien              |
| F830    | Tjerk Hiddes          | 28. Oktober 1986 | 9. Dezember 1989  | 3. Dezember 1992  | 3. Februar 2006     | als Almirante Riveros (FF-18) an Chile          |
| F831    | Zr. Ms. Van Amstel    | 3. Mai 1988      | 19. Mai 1990      | 27. Mai 1993      |                     | aktiv                                           |
| F832    | Abraham van der Hulst | 8. Februar 1989  | 7. September 1991 | 15. Dezember 1993 | 2004                | als Almirante Blanco Encalada (FF-15) an Chile  |
| F833    | Van Nes               | 10. Januar 1990  | 16. Mai 1992      | 2. Juni 1994      | 20. Dezember 2007   | als Bartolomeu Dias (F333) an Portugal          |
| F834    | Van Galen             | 7. Juni 1990     | 21. November 1992 | 1. Dezember 1994  | 2009                | als Dom Francisco de Almeida (F334) an Portugal |
| F828    | Zr. Ms. Van Speijk    | 1. Oktober 1991  | 26. März 1994     | 7. September 1995 |                     | aktiv                                           |

Die folgenden Tabellen stellen die Situation der betroffenen Schiffe nach ihrem Weiterverkauf dar.
 Belgien
Die beiden belgischen Schiffe erhielten Namen von Angehörigen des Königshauses und sind im flämischen Zeebrugge beheimatet.
| Kennung | Name         | Indienststellung | Außerdienststellung | Verbleib |
| ------- | ------------ | ---------------- | ------------------- | -------- |
| F930    | Léopold I.   | 8. April 2008    |                     | aktiv    |
| F931    | Louise-Marie | 8. April 2008    |                     | aktiv    |

 Chile
Auch in chilenischen Diensten erhielten die beiden Schiffe die Namen von Marineoffizieren. Sie sind in Valparaíso beheimatet.
| Kennung | Name                      | Indienststellung  | Außerdienststellung | Verbleib |
| ------- | ------------------------- | ----------------- | ------------------- | -------- |
| FF-15   | Almirante Blanco Encalada | 16. Dezember 2005 |                     | aktiv    |
| FF-18   | Almirante Riveros         | April 2007        |                     | aktiv    |

 Portugal
In portugiesischen Diensten erhielten die beiden Schiffe die Namen von Persönlichkeiten der Entdeckerzeit und sind in Lissabon beheimatet.
| Kennung | Name                         | Indienststellung | Außerdienststellung | Verbleib |
| ------- | ---------------------------- | ---------------- | ------------------- | -------- |
| F333    | NRP Bartolomeu Dias          | 16. Januar 2009  |                     | aktiv    |
| F334    | NRP Dom Francisco de Almeida | 15. Januar 2010  |                     | aktiv    |